# Calle de la Fundadora de las Siervas de Jesús
La calle de la Fundadora de las Siervas de Jesús es una vía pública de la ciudad española de Vitoria.

## Descripción
La calle nace de la plaza de la Provincia y llega hasta el portal de Arriaga. Cruza la calle de Pedro Egaña, la confluencia del cantón de Anorbín con la calle del Beato Tomás de Zumárraga, la plaza del Marqués de la Alameda, el cantón de las Carnicerías, la plazuela de Aldabe y la de la Fuente de los Patos, la calle de Manuel Díaz de Arcaya, la de la Herrería y la de Eulogio Serdán.
Se conocía en origen como «Cercas Altas» y luego como «Cercas de Arriba» y «calle de las Cercas Altas». Se extendió en ambas direcciones, arramblando tanto con la calle de la Constitución como con el Campo de los Sogueros. El título de «calle de la Fundadora de las Siervas de Jesús», que se otorgó en 1921 a un único tramo, acabaría por servir para denominar a toda la vía en 1936. Recuerda a María Josefa Sancho de Guerra (1842-1912), natural de Vitoria y fundadora del Instituto Siervas de Jesús de la Caridad, declarada santa por la Iglesia católica en 2000.
La vía conocida como «campo de los Sogueros» o «calle del Campo de los Sogueros» aparece descrita en la Guía de Vitoria (1901) de José Colá y Goiti con las siguientes palabras:

Calle del Campo de los Sogueros.—Nombre primitivo. Se le dió este título en 1885, y antes era parte de la calle del Portal de Aldabe, por más que en el siglo XVII se le conocía con el nombre de Campo de los Sogueros, habiendo en él un polvorín. Principia en la terminación de la calle de las Cercas altas y concluye en la calle del Portal de Arriaga. En esta calle está el exconvento de Santo Domingo, fundado en 1225 por Santo Domingo de Guzmán, sobre la casa fuerte del rey de Navarra Don Sancho el Fuerte: la iglesia ha sido derribada hace pocos años y era muy notable, conservándose el claustro, también muy artístico. En la plazuela que hay frente al ingreso principal del tempo el año 1521 fué decapitado el capitán de los Comuneros de Castilla don Juan de Baraona, hijo de Vitoria.
(Colá y Goiti, 1901a, p. 28)

A la «calle de las Cercas Altas», por su parte, la acompañan en aquella misma obra estas otras palabras:

Calle de las Cercas Altas.—Nombre primitivo. Se le dió este título el siglo XIII, y antes era parte del Barrio de Labradores. Principia en la plaza de la Provincia y termina en la calle del Campo de los Sogueros. En la casa número 2 está la residencia de los Jesuitas, establecida en 1886, y la capilla que se abrió al culto en 1888: esta residencia estuvo primero establecida en el número 29 de esta misma calle, el año 1884. El número 19 es el convento de las Siervas de Jesús, edificado en 1893.
(Colá y Goiti, 1901b, p. 29)

A lo largo de los años, han tenido sede en la vía una fábrica de chocolate, un taller de carruajes, el Círculo Jaimista, la Asociación de Inquilinos, la Asociación Misionera Seglar, la imprenta de nombre Nueva Editorial, el colegio de Santa Bárbara, la Comisaría de Guerra, el Parque de Artillería, la Zona de Reclutamiento, la Intervención de Ingenieros, la Audiencia Provincial, el Registro Civil y la imprenta regentada por Fermín Herrán, de la que salieron, entre otras publicaciones, El Danzarín y La Ilustración de Álava. A la calle, en la que vivieron el organista Jesús José María Vírgala Inda y el escritor, helenista, traductor y político Federico Baráibar, da también la torre de doña Ochanda.